# Timothy Brook
Timothy James Brook (tên tiếng Trung: 卜正民; sinh ngày 6 tháng 1 năm 1951) là một nhà sử học, nhà Hán học và nhà văn người Canada chuyên nghiên cứu về Trung Quốc. Ông là giáo sư tại Khoa Lịch sử, Đại học British Columbia.
Timothy Brook quan tâm nghiên cứu lịch sử xã hội, văn hóa thời nhà Minh; luật pháp và trừng phạt ở Trung Hoa thời đế quốc; sự hợp tác trong thời kỳ Nhật Bản chiếm đóng Trung Quốc, 1937–45, các phiên tòa xét xử tội ác chiến tranh ở châu Á; lịch sử toàn cầu; và thuật chép sử.